# Cochlodina dubiosa
Cochlodina dubiosa is een slakkensoort uit de familie van de Clausiliidae. De wetenschappelijke naam van de soort is voor het eerst geldig gepubliceerd in 1882 door Clessin.